# إدواردو غوميز (سياسي)
إدواردو غوميز (بالبرتغالية: Eduardo Gomes) هو عسكري وسياسي برازيلي، ولد في 20 سبتمبر 1896 في بتروبوليس في البرازيل، وتوفي في 13 يونيو 1981 في ريو دي جانيرو في البرازيل. نشط حزبياً في الاتحاد الديمقراطي الوطني ‏.